# Dottikon
Dottikon (schweizertyska: Dottike) är en ort och kommun i distriktet Bremgarten i kantonen Aargau, Schweiz. Kommunen har 4 160 invånare (2023).